# Langholt Hovedgård
 For alternative betydninger, se Langholt.
Langholt er en gammel sædegård, som nævnes første gang i 1355. Gården ligger ved Gerå i Horsens Sogn, Aalborg Kommune, Region Nordjylland. Langholt Hovedgård er på 420 hektar.
Hovedbygningen er opført i 1744-1765 og ombygget i 1919-1920. I havestuen hænger der gobeliner af Wassman fra 1755, tilsvarende de på Sæbygård og Krabbesholm. 

## Ejere af Langholt
- (før 1355) Helrik Marquardsen Breide / Hartvig Breide / Nicolaus Limbek
- (1355-1578) Kronen
- (1578-1623) Peder Munk (Lange) til Estvadgård
- (1623-1634) Otte Christensen Skeel til Hammelmose
- (1634-1663) Erik Høg (Banner) til Bjørnsholm
- (1663) Christen Ottesen Skeel til Hammelmose
- (1663-1687) Albert Bille
- (1687-1689) Peter Rodsteen til Lerbæk
- (1689-1691) Kirsten Beck
- (1691-1707) Jens Rodsteen til Hovedstrup
- (1707-1736) Henrik Bielke
- (1736-1742) Dorothea Christiansdatter Rodsteen gift Bielke
- (1742-1743) Ernst Halchuus
- (1743-1762) Chr. Georg, Ernst og Karen Marie Halchus
- (1762-1767) Christian Georg Halchuus
- (1767-1768) Jens Lauritzen Thagaard
- (1768-1777) Andreas Skeel til Birkelse
- (1777-1796) Johannes Meller Valeur
- 1796 Poul Lanng
- 1826 Karen Johanne Lanng f. Zeuthen
- (1840-1884) Nis Peter Ahlmann
- (1884-1902) Malte Sehested Hoff Ahlmann (søn)
- (1902-1908) Marie Hedevig Ahlmann (søster)
- (1908-1917) Cathrine Marie Ahlmann gift Lorentzen (søster) / Niels Peter Ahlmann-Lorentzen (hendes søn)
- (1917-1952) Niels Peter Ahlmann-Lorentzen (søn)
- (1952-1976) Jørgen Axel Lorentz Ahlmann-Lorentzen (søn)
- (1976-1995) Malthe Ahlmann-Lorentzen (søn) / Niels Lennert Ahlmann-Lorentzen (bror)
- (1995-) Niels Lennert Ahlmann-Lorentzen

## Ekstern henvisning
- Dansk Center for Herregårdsforskning: Langholt Arkiveret 11. august 2016 hos  Wayback Machine, hentet 19. juli 2016